# Jarugi (Broniszowice)
Jarugi – część wsi Broniszowice w Polsce, położona w województwie świętokrzyskim, w powiecie ostrowieckim, w gminie Bodzechów.
W latach 1975–1998 Jarugi administracyjnie należały do województwa kieleckiego.
W pobliżu znajduje się stanowisko Kosowice–Jarugi, w którym zidentyfikowano ślady kręgowców w osadach górnego pstrego piaskowca (retu). Stanowisko zlokalizowane jest w małym kamieniołomie, na wychodni położonej w zachodniej części doliny Kamionki, na północny zachód od Jarug. Pierwsze wzmianki o tropach czteropalczastych zwierząt w osadach retu pojawiły się w 1929 i 1934 roku w pracach Jana Samsonowicza, nie została jednak wykonana dokumentacja fotograficzna, prawdopodobnie stan zachowania uniemożliwiał jej wykonanie. Dobrze zachowany odcisk łapy zwierzęcia, z cechami rozpoznawczymi tropu gada, został odnaleziony przez Władysława Karaszewskiego w 1953 r. W ogniwie wapieni marglistych z Jarug odnaleziono również kości kręgowców.